# Línea 8B (Comodoro Rivadavia)
La línea 8 Stándart - Restinga (por camino Mario Morejón) es una línea de colectivos suburbana de Comodoro Rivadavia, bajo concesión de la empresa Transporte Patagonia Argentina desde 2007 que une el Bo. Centro con el B° Don Bosco y termina en el B° Restinga Alí y viceversa, a través del camino Mario Morejón.

## Cuadro Tarifario
| Boleto             | Tarifa |
| ------------------ | ------ |
| Urbano             | $22    |
| Suburbano          | $23.52 |
| Estudiante         | $11    |
| Jubilado           | $11    |
| Discapacitado      | $0.00  |
| Policía del Chubut | $0.00  |

En el caso de los boletos de Estudiante y Jubilado reciben un subsidio de la municipalidad de Comodoro Rivadavia que les cubre un 50% del valor del boleto.

## Recorrido principal

### 8B: Centro - Restinga Alí
También llamado Standart - Restinga (Por Camino Morejón)
| 8B         | Primer servicio A: Restinga Alí | Primer servicio A: Centro | Último servicio A: Restinga Alí | Último servicio A: Centro |
| Laborables | 06:50                           | 07:44                     | 22:05                           | 22:59                     |
| Sábados    | 07:00                           | 07:54                     | 22:10                           | 23:04                     |
| Festivos   | 06:15                           | 07:09                     | 22:10                           | 23:04                     |

Ida
| BUS2 | KBHFa |

|  | BHF |

|  | BHF |

|  | BHF |

|  | BHF |

|  | BHF |

|  | BHF |

|  | BHF |

|  | BHF |

|  | BHF |

|  | BHF |

|  | BHF |

|  | BHF |

|  | BHF |

|  | BHF |

|  | BHF |

|  | BHF |

|  | BHF |

|  | BHF |

|  | BHF |

|  | BHF |

|  | BHF |

|  | BHF |

|  | BHF |

|  | BHF |

|  | BHF |

|  | BHF |

|  | BHF |

|  | BHF |

|  | BHF |

|  | BHF |

|  | BHF |

|  | BHF |

|  | BHF |

|  | BHF |

|  | BHF |

|  | BHF |

|  | BHF |

|  | BHF |

|  | BHF |

|  | KBHFe |

Regreso:
|  | KBHFa |

|  | BHF |

|  | BHF |

|  | BHF |

|  | BHF |

|  | BHF |

|  | BHF |

|  | BHF |

|  | BHF |

|  | BHF |

|  | BHF |

|  | BHF |

|  | BHF |

|  | BHF |

|  | BHF |

|  | BHF |

|  | BHF |

|  | BHF |

|  | BHF |

|  | BHF |

|  | BHF |

|  | BHF |

|  | BHF |

|  | BHF |

|  | KBHFe |